# Sound Novel (série de jeux vidéo)
Pour les articles homonymes, voir Sound novel (homonymie).
Ne doit pas être confondu avec Visual novel ou Sound novel (genre de jeu électronique).
La série Sound Novel (サウンドノベル, saundo noberu, litt. « roman sonore ») est une série de jeux vidéo japonais de type sound novel de Chunsoft débutée en 1992 avec la sortie d'Otogirisou sur Super Famicom. La série Sound Novel a créé un nouveau genre de jeu électronique, le sound novel.

## Jeux de la série
| Jeux de la série Sound Novel. |                                               |
| 1992                          | Otogirisou                                    |
| 1993                          |                                               |
| 1994                          | Kamaitachi no Yoru (Banshee's Last Cry)       |
| 1995                          |                                               |
| 1996                          |                                               |
| 1997                          |                                               |
| 1998                          | Machi                                         |
| 1999                          |                                               |
| 2000                          |                                               |
| 2001                          |                                               |
| 2002                          | Kamaitachi no Yoru 2                          |
| 2003                          |                                               |
| 2004                          |                                               |
| 2005                          |                                               |
| 2006                          | Kamaitachi no Yoru Triple                     |
| 2007                          | Imabikisou                                    |
| 2008                          | 428: Shibuya Scramble                         |
| 2009                          |                                               |
| 2010                          |                                               |
| 2011                          | Shin Kamaitachi no Yoru: 11 Hitome no Suspect |

- Otogirisou (1992)
- Kamaitachi no Yoru (Banshee's Last Cry) (1994)
- Machi (1998)
- Kamaitachi no Yoru 2 (2002)
- Kamaitachi no Yoru Triple (2006)
- Imabikisou (2007)
- 428: Shibuya Scramble (2008)
- Shin Kamaitachi no Yoru: 11 Hitome no Suspect (2011)

## Influence
La série Sound Novel a créé un nouveau genre de jeu électronique, le sound novel.
La série Sound Novel a influencé la création des fondements modernes du visual novel, fondements érigés par Leaf a l'occasion du développement de Shizuku, premier jeu et volume de leur série Leaf Visual Novel Series.

## Voir également
- Sound novel (genre de jeu électronique)
- Chunsoft